# Adam Nietzki
Adam Nietzki (* 10. August 1714 in Rhein im Landkreis Lötzen in Ostpreußen; † 26. September 1780 in Halle (Saale)) war ein deutscher Mediziner. 

## Leben
Adam Nietzki wurde als zweiter Sohn des Landschöffen Bartholomäus Niecki und seiner Frau Anna Maria Klotz-Niecki geboren. Er studierte ab März 1733 in Königsberg Theologie, wechselte aber bald zur Medizin und schloss seine Studien 1753 in Halle an der Saale unter dem berühmten Mediziner und zeitweiligem Leibarzt des preußischen Königs Friedrich I., Friedrich Hoffmann, mit der Promotion ab. 1768 wurde er außerordentlicher Medizinprofessor in Altdorf und schon im darauf folgenden Jahr ordentlicher Professor in Halle. In den Jahren 1779/80 war Nietzki Prorektor der Universität Halle.

## Leistungen
Nietzki trug durch sein umfangreiches Werk Elementa Patologiae Universae wesentlich zur Verbreitung der „physico-mathematischen“ Theorien seines Lehrmeisters Friedrich Hoffmann bei. Durch diese Theorien wurde die Medizin für die damalige Zeit bahnbrechend auf ein physikalisch-mechanisches Fundament gestellt. Des Weiteren entdeckte Nietzki die alte ägyptische Kunst der Einbalsamierung von Leichen wieder.

## Werke
- Dissertatio Inauguralis Medica Exponens Febris Malignae Casum Aliquem Perquam Notabilem Qvam Praeside Adamo Nietzki Pro Gradv Doctoris; Die XII. Ivlii A. O. R. MDCCLXXVI Pvblice, Defendet Avctor Gottlieb Emanvel Heydrich, erschienen: Halae Ad Salam Litteris Cvrtianis, 1776; Hochschulschrift: Medizinische Dissertation, Universität Halle, 1776
- Elementa pathologiae universae, Verlag Curtius, Halle, 1766